# Saint-Priest (Metropoli di Lione)
Saint-Priest è un comune francese di 42 488 abitanti situato nella metropoli di Lione della regione Alvernia-Rodano-Alpi.
I suoi abitanti si chiamano San-Priots o Priestois.

## Economia
- Fabbrica Renault Trucks
- Parco tecnologico di Lione, con numerose imprese di alta tecnologia
- Agricoltura (colza, girasole, ...) e allevamento

## Luoghi d'interesse
- Castello del XIV secolo
- Forte del 1890
- Cité Berliet, città fieristica costruita da Marius Berliet davanti alla sua fabbrica nel 1916.
- Chiesa di Saint-Priest, detta Chiesa del paese
- Chiesa moderna di Notre Dame de la Paix
- Chiesa di Manissieux

## Infrastrutture e trasporti

### Trasporti urbani
I trasporti urbani sono gestiti dai Transports en commun lyonnais, con la linea 2 del tramway e servizi di autobus.

### Trasporti stradali
La città è attraversata dalla route nationale 6, l'A43 (che collega Lione a Chambéry, il traforo del Fréjus e Grenoble), l'A46.

## Società

### Evoluzione demografica
Abitanti censiti

## Amministrazione

### Gemellaggi
- Arezzo
- Mühlheim am Main